# عاقول (نبات)
العَاقُولُ أو الحَاجُ (وَاحِدَتُهُ حَاجَةٌ) أو شَوْكُ الجِمَالِ جنس نباتي يتبع الفصيلة البقولية.

## من أنواعهالواطنةفيالوطن العربي
يضم عدداً من الأنواع منها:
- العاقول الإغريقي (باللاتينية: Alhagi graecorum)
- العاقول المغربي (باللاتينية: Alhagi maurorum)

## فوائده العلاجية
العلاج الأكبر أثرآ : يستخدم لعلاج الفشل الكلوي !
```
      هذا وقد أثبتت التجارب ذلك
```

طريقة استخدامه للعلاج :
في البداية هي نبتة متوفرة إما جاهزة معبأة في أكياس وكراتين خاصة، وإما نابتة في الأراضي الصحراوية !

## الاستخلاص
- 1 - بالنسبة للنبتة التي تقطف من الأرض مع جذرها: تجفف الجذور تحت الشمس حتى تجف بشكل كامل. ثم يغلى بمعدل جذر واحد لكل لتر ماء واحد حتى يتغير لون المغلي إلى لون شبيه بلون العسل ورائحته قريبة نوعآ ما من رائحة العسل - أي ما يقارب 10 دقائق من الغليان. ثم ينتظر حتى يبرد قليلآ - ويصبح دافئآ بالإمكان شربه - ويشرب مقدار كوب صباحآ عند الاستيقاظ ( على معدة خاوية ) ، وكوب قبل الخلود للنوم.
- 2 - بالنسبة للجذور المجففة الجاهزة التي في كراتين: يغلى مقدار ملعقة من الجذور في مقدار كوب من الماء، لنفس الوقت والمعايير المذكورة أعلاه

## مناطق وجوده
- أما عن أماكن توفر العلاج ؛

السعودية
1- الرياض : جذور مجففة معبأة في ( المعيقلية )
2- القصيم : جذور مجففة معبأة في بريدة، حي العجيبة، شارع الخزان ( الرسيني للعطارة )
3- صحراء الجوف وما حولها : نبات في الأرض يقطف !
سوريا
1- دير الزور : نبات في الأرض يقطف !
2- إدلب : نبات في الأرض يقطف !
ليبيا:-
الصحراء الليبية وخاصة مناطق الجنوب وادي الشاطي وسبها اوباري.